# SG Rheinland Lions
Die SG Rheinland Lions sind eine deutsche Damen-Basketball-Mannschaft der 1. DBBL. 

## Geschichte
Die Mannschaft ging aus der SG Bergische Löwen hervor, die die 1. Damen-Basketball-Mannschaft des TV Bensberg waren. Seit Ende Juni 2020 bestehen die Rheinland Lions, Betreibergesellschaft ist die TRB Team Rheinland Betriebs UG.
Direkt nach der Umgliederung des Vereins konnte die Mannschaft mit dem Aufstieg in die 1. Damen-Basketball-Bundesliga und in der Saison 2021/22 mit dem Erreichen des Endspiels um die Deutsche Meisterschaft – dort unterlag sie in 4 Spielen dem Eisvögel USC Freiburg – sportliche Erfolge nachweisen.
Im Dezember 2022 hat die Trägergesellschaft der Rheinland Lions einen Antrag auf Insolvenz beim Amtsgericht in Köln gestellt. Seitdem nahmen die Rheinland Lions vorläufig vorbehaltlich der Erfüllung der Bedingungen und Auflagen vorläufig weiterhin am Spielbetrieb der Toyota 1. DBBL teil.
Am 7. Januar 2023 wurde bekanntgegeben, dass sich die Rheinland Lions mit sofortiger Wirkung vom Spielbetrieb aus der 1. DBBL zurückziehen und damit als Absteiger der Saison 2022/23 feststehen.

## Bundesliga-Kader 2022/23
(Quelle: )
| Nr. | Name                       | Ref.                | Position                     | Geburtsdatum | im Verein seit | Größe                          | Anmerkung                    |
| --- | -------------------------- | ------------------- | ---------------------------- | ------------ | -------------- | ------------------------------ | ---------------------------- |
| 5   | Joyce Cousseins-Smith      | [ 6 ] [ 7 ]         | Point Guard                  | 31.12.1988   | 2021           | 1,68 m                         |                              |
| 7   | Lisa Koop                  | [ 6 ] [ 8 ]         | Center                       | 23.09.1985   | 2021           | 1,97 m                         |                              |
| 8   | Anja Fuchs-Robetin         | [ 6 ] [ 9 ]         | Power Forward, Small Forward | 14.07.1996   | 2022           | 1,76 m                         | Zugang aus Düsseldorf        |
| 10  | Mehryn Kraker              | [ 6 ] [ 10 ] [ 11 ] | Forward                      | 05.06.1994   | 2022           | 1,83 m                         | Zugang aus Rockingham F. (?) |
| 11  | Aldona Morawiec            | [ 6 ] [ 12 ]        | Swingman, Small Forward      | 29.05.1992   | 2022           | 1,83 m                         | Zugang aus Hannover          |
| 12  | Anna Lappenküper           | [ 6 ] [ 13 ] [ 14 ] | Point Guard                  | 24.05.1998   | 2022           | 1,61 m oder 1,72 m oder 1,75 m | Zugang aus Leicester         |
| 13  | Greta Kröger               | [ 6 ] [ 18 ]        | Swingman, Point Guard        | 16.07.2004   | 2020           | 1,82 m                         | auch Hawks BBZ Opladen       |
| 16  | Carlotta Ellenrieder       | [ 6 ] [ 20 ]        | Center                       | 12.06.1999   | 2021           | 1,93 m                         | auch Hawks BBZ Opladen       |
| 21  | Lea Wolff                  | [ 6 ] [ 21 ]        | Point Guard, Shooting Guard  | 00.00.1997   | 2022           | 1,66 m                         | Zugang aus Opladen           |
| 23  | Natalie Chou               | [ 6 ] [ 22 ]        | Small Forward, Center        | 22.12.1997   | 2022           | 1,85 m                         | Zugang UCLA                  |
| 32  | Chatrice White             | [ 6 ] [ 23 ]        | Center                       | 20.06.1996   | 2022           | 1,90 m                         | Zugang aus Ensino (ESP)      |
| 46  | Romy Bär                   | [ 6 ] [ 24 ]        | Power Forward                | 17.05.1987   | 2020           | 1,89 m                         |                              |
|     | Lara Brinkmann (?/ unklar) | [ 25 ] [ 26 ]       | Power Forward, Guard         |              | 2022           |                                | auch Hawks BBZ Opladen       |

## Bundesliga-Kader 2021/22
(Quelle: )
| Nr. | Name                  | Ref.   | Position              | Größe  | Anmerkung |
| --- | --------------------- | ------ | --------------------- | ------ | --------- |
| 5   | Joyce Cousseins-Smith | [ 28 ] | Point Guard           | 1,68 m |           |
| 7   | Lisa Koop             | [ 29 ] | Center                | 1,97 m |           |
| 10  | Carlotta Ellenrieder  | [ 30 ] | Center                | 1,93 m |           |
| 13  | Greta Kröger          | [ 31 ] | Swingman, Point Guard | 1,82 m |           |
| 46  | Romy Bär              | [ 32 ] | Power Forward         | 1,89 m |           |

## Personal
(Quelle: )

### Head-Coach
- Mario Zurkowski  (im Verein seit 2020)[34]

### Trainerassistenten
- Boris Kaminsky (im Verein seit 2021)[34]
- Timur Topal (im Verein seit 2020)[34]

### General Manager
Jay Brown (verließ den Verein nach wenige Wochen)